# 351 г. пр.н.е.
351 (триста петдесет и първа) година преди новата ера (пр.н.е.) е година от доюлианския (Помпилийски) римски календар. По това време е известна като годината на консулството на Петикус и Криспин (или по-рядко 403 година Ab urbe condita). Наименованието 351 г. пр.н.е. за тази година се използва от ранния средновековен период, когато летоброенето след Христа става преобладаващият метод в Европа за именуване на години.

## Събития

#### В Персийската империя
- Окуражени от неуспешния опит за нахлуване в Египет на цар Артаксеркс III, Финикия и Кипър въстават срещу Персия.

#### В Гърция
- Демостен се опитва да накара атиняните да спрат да зависят от платени наемници и да се върнат към старата концепция за гражданска армия. Той също така изнася своята Първа Филипика, предупреждавайки атиняните за глупостта да се вярва, че лошото здраве на Филип ще спаси Атина от македонците. В отговор гражданите на Атина гласуват за увеличаване на въоръженията.

#### В Римската република
- Етруските са тежко победени от римляните, преустановяват атаките си срещу града и искат мир.
- Първо използване на тежкото метателно копие пилум (според Ливий) в битка срещу галите.
- Гай Марций Рутил става първият римски плебей, избран на поста цензор.